# Paul Yoshigoro Taguchi
Paul Yoshigoro Taguchi (田口芳五郎, Taguchi Yoshigoro) (20 de juliol de 1902 – 23 de febrer de 1978) va ser un prelat japonès de l'Església Catòlica. Serví com a arquebisbe d'Osaka des de 1941 fins a la seva mort, el 1978. Va ser elevat al Col·legi de Cardenals el 1973 pel Papa Pau VI.

## Biografia
Taguchi va néixer a Sotome, Nagasaki (avui part de la ciutat de Nagasaki). Després de graduar-se a la Universitat Sant Tomàs del Japó estudià a la Universitat Pontifícia Urbaniana i a la Ateneu Pontifici S. Apollinare a Roma, on va ser ordenat al presbiterat el 22 de desembre de 1928. En acabar els seus estudis al 1931, tornà a l'arquebisbat de Tòquio, on serví com a professor del seminari i com a director general del Centre Catòlic de Premsa fins al 1936. Des de 1936 a 1940 va ser secretari de la delegació apostòlica al Japó.
El 25 de novembre de 1941 Taguchi va ser nomenat bisbe d'Osaka pel Papa Pius XII. Rebé la consagració episcopal el 14 de febrer següent de mans de l'arquebisbe Paolo Marella, amb l'arquebisbe Peter Doi i el bisbe Johannes Ross S.J. servint com a coconsagradors, a la catedral de Tòquio.
Assistí al Concili Vaticà II entre 1962 i 1965, i va ser promogut al rang d'arquebisbe metropolità el 24 de juliol de 1969. També serví com a President de la Conferència Episcopal del Japó entre 1970 i 1978.
El Papa Pau VI el creà cardenal amb el títol de cardenal prevere de Santa Maria in Via al consistori del 5 de març de 1973.
Taguchi va morir a Osaka, als 75 anys; sent enterrat a la catedral de Santa Maria Verge d'Osaka.